# Canton de Thiais
Le canton de Thiais est une circonscription électorale française située dans le département du Val-de-Marne et la région Île-de-France.
À la suite du redécoupage cantonal de 2014, les limites territoriales du canton sont remaniées, et le nombre de communes du canton passe d'une fraction de commune à trois communes entières.

## Histoire
Le canton de Thiais, qui comprenait les communes de Thiais, Chevilly-Larue et Rungis, a été créé lors de la mise en place du département du Val-de-Marne par le décret du 20 juillet 1967.
Le canton est modifié une première fois par le décret du 20 janvier 1976, et comprend alors les communes de Chevilly-Larue, Rungis et une partie de Thiais, dont le surplus est inclus dans le canton d'Orly.
Il est à nouveau modifié par le décret du 24 décembre 1984, qui transfère au nouveau canton de Chevilly-Larue les communes de Chevilly-Larue et de Rungis. Le canton de Thiais ne comprend plus qu'une partie de la commune de Thiais.
Un nouveau découpage territorial du Val-de-Marne entré en vigueur à l'occasion des premières élections départementales suivant le décret du 17 février 2014. Les conseillers départementaux sont, à compter de ces élections, élus au scrutin majoritaire binominal mixte. Les électeurs de chaque canton élisent au Conseil départemental, nouvelle appellation du Conseil général, deux membres de sexe différent, qui se présentent en binôme de candidats. Les conseillers départementaux sont élus pour six ans au scrutin binominal majoritaire à deux tours, l'accès au second tour nécessitant 12,5 % des inscrits au 1er tour. En outre, la totalité des conseillers départementaux est renouvelée. Ce nouveau mode de scrutin nécessite un redécoupage des cantons dont le nombre est divisé par deux avec arrondi à l'unité impaire supérieure si ce nombre n'est pas entier impair, assorti de conditions de seuils minimaux. Dans le Val-de-Marne le nombre de cantons passe ainsi de 49 à 25.
Dans ce cadre, le canton comprend à nouveau les communes de Chevilly-Larue, Rungis, Thiais.

## Représentation

### Représentation avant 2015
| Période   | Période          | Identité            | Étiquette                      | Qualité |
| --------- | ---------------- | ------------------- | ------------------------------ | --- |
| 1967      | 1979             | Gabriel Chauvet     | UDR puis RPR                   | Employé des Postes Maire de Chevilly-Larue (1963 → 1977) |
| 1979      | 1985             | Guy Pettenati       | PCF                            | Ouvrier métallurgiste Maire de Chevilly-Larue (1977 → 2002) Vice-président du conseil général (1995 → ? ) Elu en 1985 dans le Canton de Chevilly-Larue                              |
| 1985      | 1993 (démission) | Richard Dell'Agnola | RPR                            | Attaché principal d'administration au ministère de la justice Maire de Thiais (1983 → ) Député du Val-de-Marne (1993 → 2012) Démissionnaire à la suite de son élection comme député |
| juin 1993 | 2015             | Bruno Tran          | RPR puis RPF puis UMP puis DVD | Chef d'entreprise Conseiller municipal de Thiais Secrétaire national aux élections du RPF en 2001                                                                                   |

### Représentation depuis 2015
| Période élective | Période élective | Mandat | Mandat           | Identité                 | Nuance | Nuance | Qualité |
| ---------------- | ---------------- | ------ | ---------------- | ------------------------ | ------ | ------ | --- |
| 2015             | 2021             | 2015   | 2017 (démission) | Richard Dell'Agnola      |        | LR     | Maire de Thiais (1983 → ) |
| 2015             | 2021             | 2015   | 2021             | Patricia Korchef-Lambert |        | LR     | Conseillère municipale de Rungis |
| 2015             | 2021             | 2017   | 2021             | Nicolas Tryzna           |        | LR     | Adjoint au maire de Thiais |
| 2021             | 2028             | 2021   | en cours         | Patricia Korchef-Lambert |        | LR     | Première adjointe de Rungis, 14e vice-présidente chargée des sports |
| 2021             | 2028             | 2021   | en cours         | Nicolas Tryzna           |        | LR     | Adjoint au maire de Thiais, 7e vice-président chargé des collèges, de la jeunesse, de la réussite éducative, de la restauration scolaire, de l’enseignement supérieur et de la recherche Président du groupe de la majorité |

### Résultats détaillés

#### Élections de mars 2015
À l'issue du 1er tour des élections départementales de 2015, deux binômes sont en ballottage : Richard Dell'Agnola et Patricia Korchef-Lambert (Union de la Droite, 31,82 %) et Christian Hervy et Laurence Le Souffaché (FG, 22,44 %). Le taux de participation est de 46,74 % (14 283 votants sur 30 561 inscrits) contre 44,44 % au niveau départemental et 50,17 % au niveau national.
Au second tour, Richard Dell'Agnola et Patricia Korchef-Lambert (Union de la Droite) sont élus avec 57,32 % des suffrages exprimés et un taux de participation de 44,51 % (7 336 voix pour 13 604 votants et 30 561 inscrits).

#### Élections de juin 2021
Le premier tour des élections départementales de 2021 est marqué par un très faible taux de participation (33,26 % au niveau national). Dans le canton de Thiais, ce taux de participation est de 29,76 % (9 486 votants sur 31 876 inscrits) contre 29,98 % au niveau départemental. À l'issue de ce premier tour, deux binômes sont en ballottage : Patricia Korchef-Lambert et Nicolas Tryzna (LR, 45,93 %) et Laurence Le Souffaché et Renaud Roux (Union à gauche avec des écologistes, 33,84 %).
Le second tour des élections est marqué une nouvelle fois par une abstention massive équivalente au premier tour. Les taux de participation sont de 34,36 % au niveau national, 32,99 % dans le département et 31,56 % dans le canton de Thiais. Patricia Korchef-Lambert et Nicolas Tryzna (LR) sont élus avec 57,97 % des suffrages exprimés (5 511 voix pour 10 062 votants et 31 886 inscrits),,. 

## Composition

### Composition de 1967 à 1976
Le canton était constitué des communes de communes de Thiais, Chevilly-Larue et Rungis.

### Composition de 1976 à 1984
Le canton était constitué des communes de Chevilly-Larue et de Rungis, ainsi que de la partie de Thiais situé hors du périmètre délimité, selon la toponymie du décret de 1976, « par l'axe des voies ci-après : avenue de Versailles, rue Hélène-Muller, rue du Pavé-de-Grignon, voie de Coulon, rue de Thiais, avenue de la Paix ». Ce périmètre était rattaché au canton d'Orly.

### Composition de 1984 à 2015
Seule la partie de Thiais situé hors du périmètre délimité, selon la toponymie du décret de 1976, « par l'axe des voies ci-après : avenue de Versailles, rue Hélène-Muller, rue du Pavé-de-Grignon, voie de Coulon, rue de Thiais, avenue de la Paix » est maintenue dans le canton,.

### Composition depuis 2015
Le canton est désormais constitué de trois communes entières.
| Nom                            | Code Insee | Intercommunalité         | Superficie (km2) | Population (dernière pop. légale) | Densité (hab./km2) | Modifier                                    |
| ------------------------------ | ---------- | ------------------------ | ---------------- | --------------------------------- | ------------------ | ------------------------------------------- |
| Thiais (bureau centralisateur) | 94073      | Métropole du Grand Paris | 6,43             | 32 006 (2022)                     | 4 978              | modifier les données · modifier les données |
| Chevilly-Larue                 | 94021      | Métropole du Grand Paris | 4,22             | 19 813 (2022)                     | 4 695              | modifier les données · modifier les données |
| Rungis                         | 94065      | Métropole du Grand Paris | 4,20             | 5 669 (2022)                      | 1 350              | modifier les données · modifier les données |
| Canton de Thiais               | 9419       |                          | 14,85            | 57 488 (2022)                     | 3 871              | modifier les données                        |

## Démographie

### Démographie avant 2015[Passage problématique]
| 1968   | 1975   | 1982   | 1990   | 1999   | 2006   | 2011   | 2012   |
| ------ | ------ | ------ | ------ | ------ | ------ | ------ | ------ |
| 22 481 | 27 298 | 26 637 | 27 515 | 28 232 | 29 315 | 29 229 | 29 422 |

### Démographie depuis 2015
En 2022, le canton comptait 57 488 habitants, en évolution de +6,53 % par rapport à 2016 (Val-de-Marne : +3 %, France hors Mayotte : +2,11 %).
| 2013   | 2018   | 2022   |
| ------ | ------ | ------ |
| 53 795 | 55 374 | 57 488 |